# 太平洋十二校聯盟
太平洋十二校聯盟（Pacific-12 Conference）是一個美國西部的大學體育聯盟。因2022-2023年期间联盟调整的退盟潮，该联盟实际只剩下两校，即俄勒冈州立大学和华盛顿州立大学。

## 歷史
這個聯盟的成立可追溯至1915年12月15日在波特蘭所舉行的一次會議，會中建立了太平洋十大學聯會的前身太平洋海岸聯盟（Pacific Coast Conference，PCC），創始成員為加州大学伯克利分校、華盛頓大學、俄勒冈大學、俄勒冈农学院（今俄勒岡州立大學）等四所學校。
從1916年開始有盟校之間的體育競賽及交流活動，1917年華盛頓州州立學院（今華盛頓州立大學）加盟，1918年史丹佛大學也加入。1922年，南加大與愛達荷大學加盟。1924年，蒙大拿大學加盟，1928年，加州大学洛杉矶分校加盟後，擴增為十所學校。
十所学校的陣容一直維持到1950年，除了1943-1945年因為第二次世界大戰，賽程縮減至最低以外，其競賽與交流皆不曾中斷。1950年，蒙大拿大學退出PCC轉而加入山地州份联盟（Mountain States Conference），PPC剩下九所學校。
1959年，PCC決定解散，重組一個新聯盟稱為西部体育联盟（Athletic Association of Western Universities，AAWU），包括五所學校：加州大学伯克利分校、華盛頓大學、史丹佛大學、南加州大学、加州大学洛杉磯分校。華盛頓州州立大學於1962年加盟，奧勒岡大學、奧勒岡州州立大學於1964加盟。1968年，AAWU改名為太平洋八校聯盟。
1978年7月1日，亞利桑那大學與亞利桑那州州立大學獲准加盟，太平洋十校聯盟（Pac-10 Conference）宣告成型，恢復了昔年PCC十所學校的規模。2011年，變成太平洋十二校聯盟。
2022年6月30日，加州大学洛杉矶分校和南加州大学宣布计划离开十二校联盟，2024年正式加入十大联盟。2023年，又有8所学校宣布离开十二校联盟，导致自2024赛季起，所谓的十二校联盟仅剩下两校——俄勒冈州立大学和华盛顿州立大学。

## 會員學校

### 正式會員
| 學校           | 地點             | 成立 | 加入 | 類型 | 註冊   | 捐贈         | 暱稱   | 顏色  | 校隊 | NCAA團體 冠軍 |
| -------------- | ---------------- | ---- | ---- | ---- | ------ | ------------ | ------ | ----- | ---- | ------------- |
| 俄勒岡州立大學 | 俄勒岡州科瓦利斯 | 1868 | 1915 | 公立 | 26,393 | $403,606,000 | 海狸   | [ 6 ] | 18   | 3             |
| 華盛頓州立大學 | 華盛頓州普爾曼   | 1890 | 1962 | 公立 | 21,406 | $737,409,000 | 美洲獅 | [ 8 ] | 17   | 2             |

### 前任成员
| 學校               | 地點               | 成立 | 類型 | 註冊   | 暱稱     | 現聯盟         |
| ------------------ | ------------------ | ---- | ---- | ------ | -------- | -------------- |
| 愛達荷大學         | 愛達荷州莫斯科     | 1889 | 公立 | 11,957 | 破壞者   | Big Sky        |
| 蒙大拿大學         | 蒙大拿州米蘇拉     | 1893 | 公立 | 14,921 | 灰熊     | Big Sky        |
| 加州大学伯克利分校 | 加利福尼亞州柏克萊 | 1868 | 公立 | 36,142 | 金熊     | 大西洋沿岸联盟 |
| 史丹佛大學         | 加利福尼亞州史丹福 | 1891 | 私立 | 19,945 | 主教     | 大西洋沿岸联盟 |
| 加州大學洛杉磯分校 | 加利福尼亞州洛杉磯 | 1919 | 公立 | 40,675 | 棕熊     | 十大联盟       |
| 俄勒岡大學         | 俄勒岡州尤金       | 1876 | 公立 | 24,447 | 鴨       | 十大联盟       |
| 南加州大學         | 加利福尼亞州洛杉磯 | 1880 | 私立 | 38,010 | 特洛伊人 | 十大联盟       |
| 華盛頓大學         | 華盛頓州西雅圖     | 1861 | 公立 | 43,762 | 哈士奇   | 十大联盟       |
| 亞利桑那大學       | 亞利桑那州圖森     | 1885 | 公立 | 40,223 | 野貓     | 12大联盟       |
| 亞利桑那州立大學   | 亞利桑那州坦佩     | 1885 | 公立 | 59,794 | 太陽魔   | 12大联盟       |
| 科羅拉多大學       | 科羅拉多州波德     | 1876 | 公立 | 31,702 | 水牛     | 12大联盟       |
| 猶他大學           | 猶他州鹽湖城       | 1850 | 公立 | 32,388 | 猶他人   | 12大联盟       |

## 又见
- 常春藤联盟
- 十大联盟
- 大西洋沿岸联盟
- 12大联盟

## 外部連結
- 官方网站